# Lancia
Lancia Automobiles S.p.A. – włoski producent samochodów osobowych, sportowych i wyścigowych z siedzibą w Turynie działający od 1906 roku. Wchodzi w skład międzynarodowego koncernu Stellantis.

## Historia

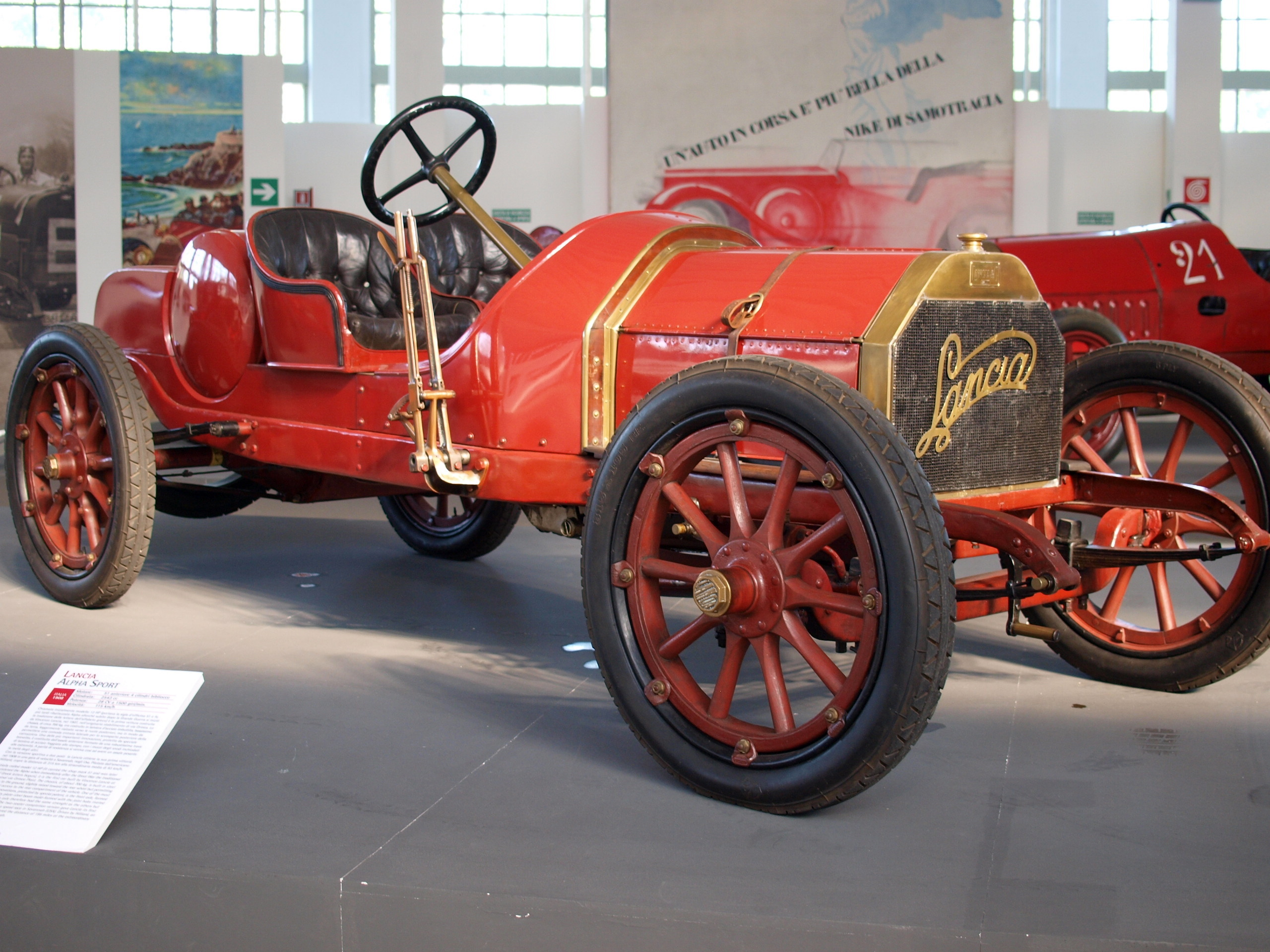
Lancia Alpha

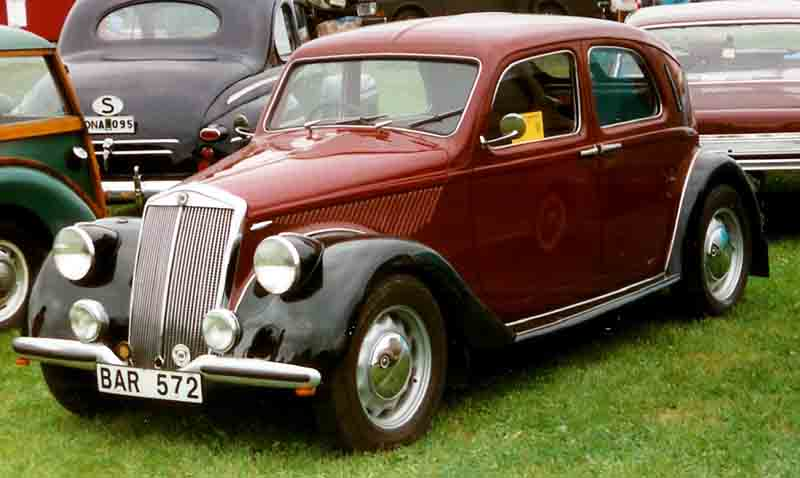
Lancia Aprilia z 1937 roku

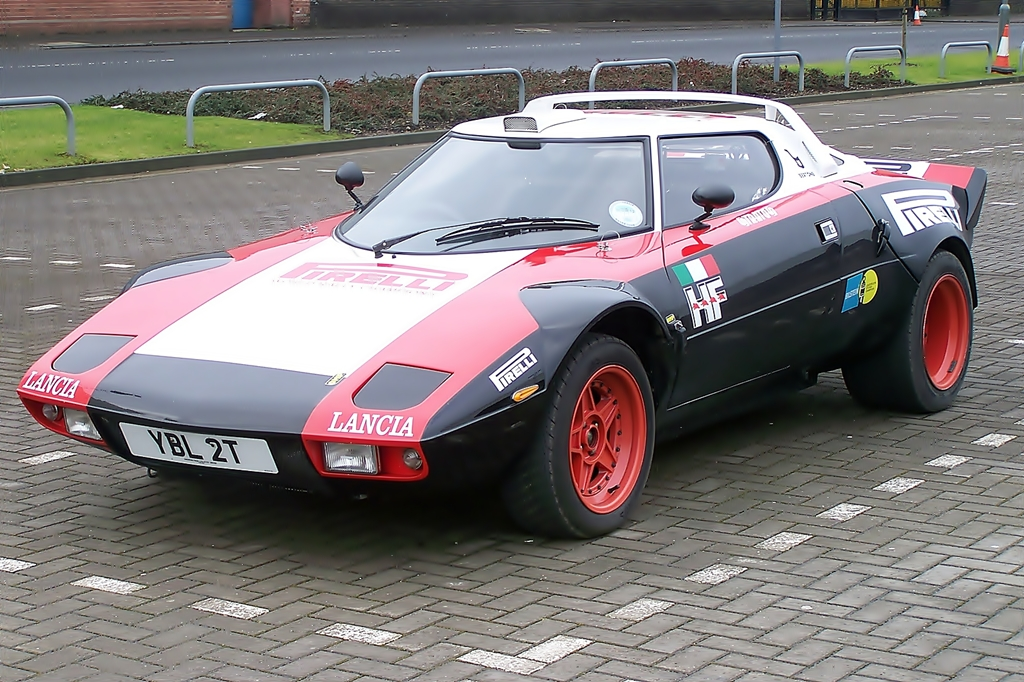
Lancia Stratos

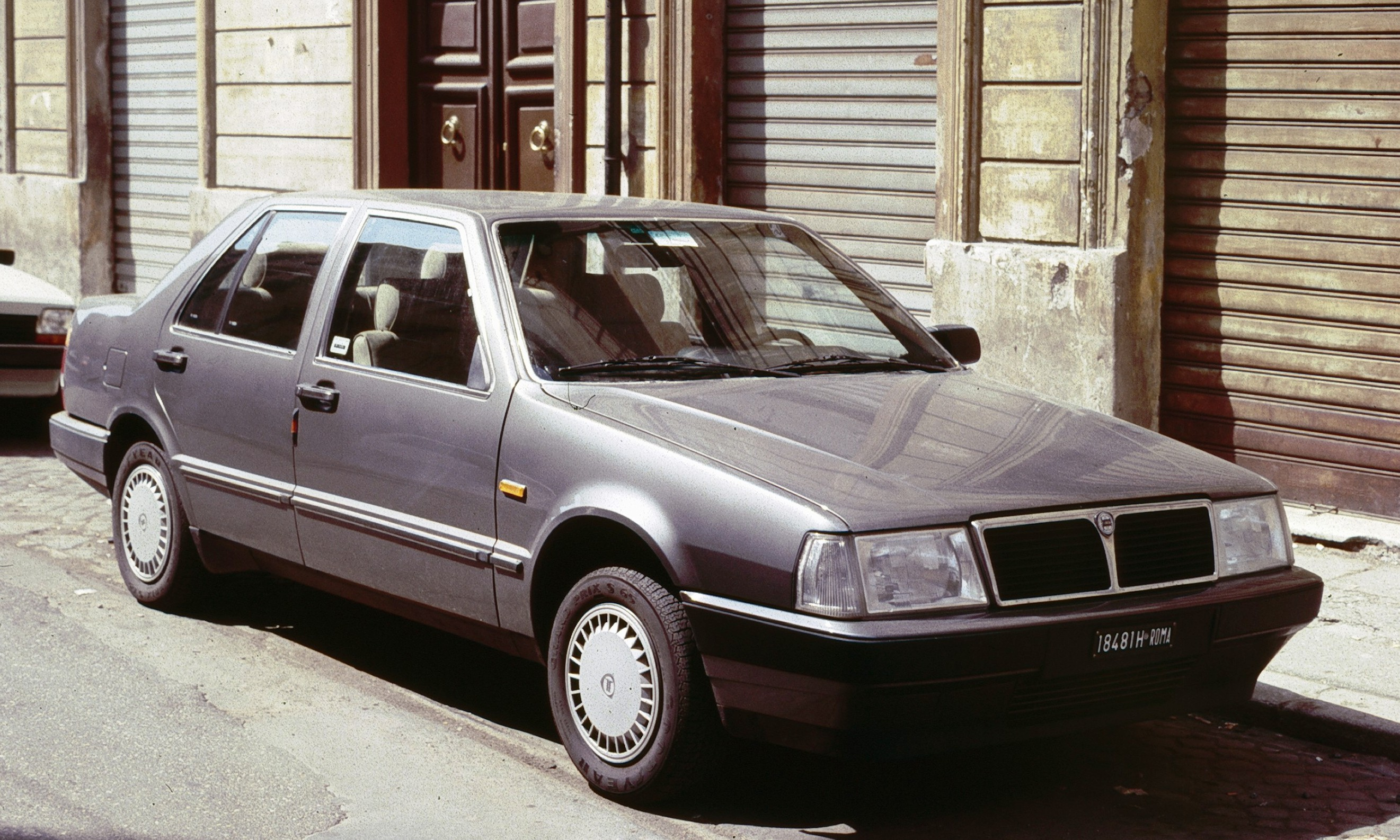
Lancia Thema

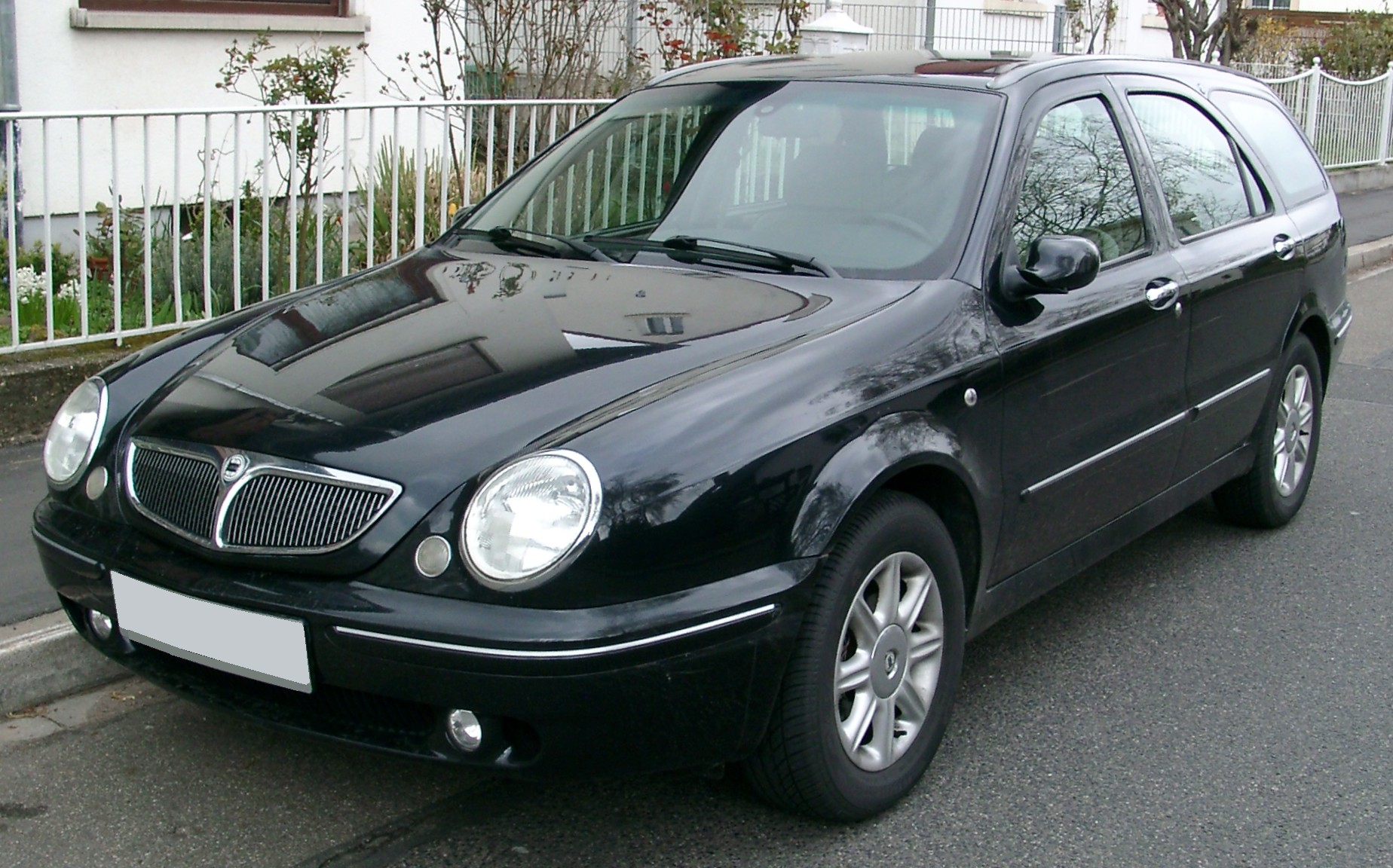
Lancia Lybra

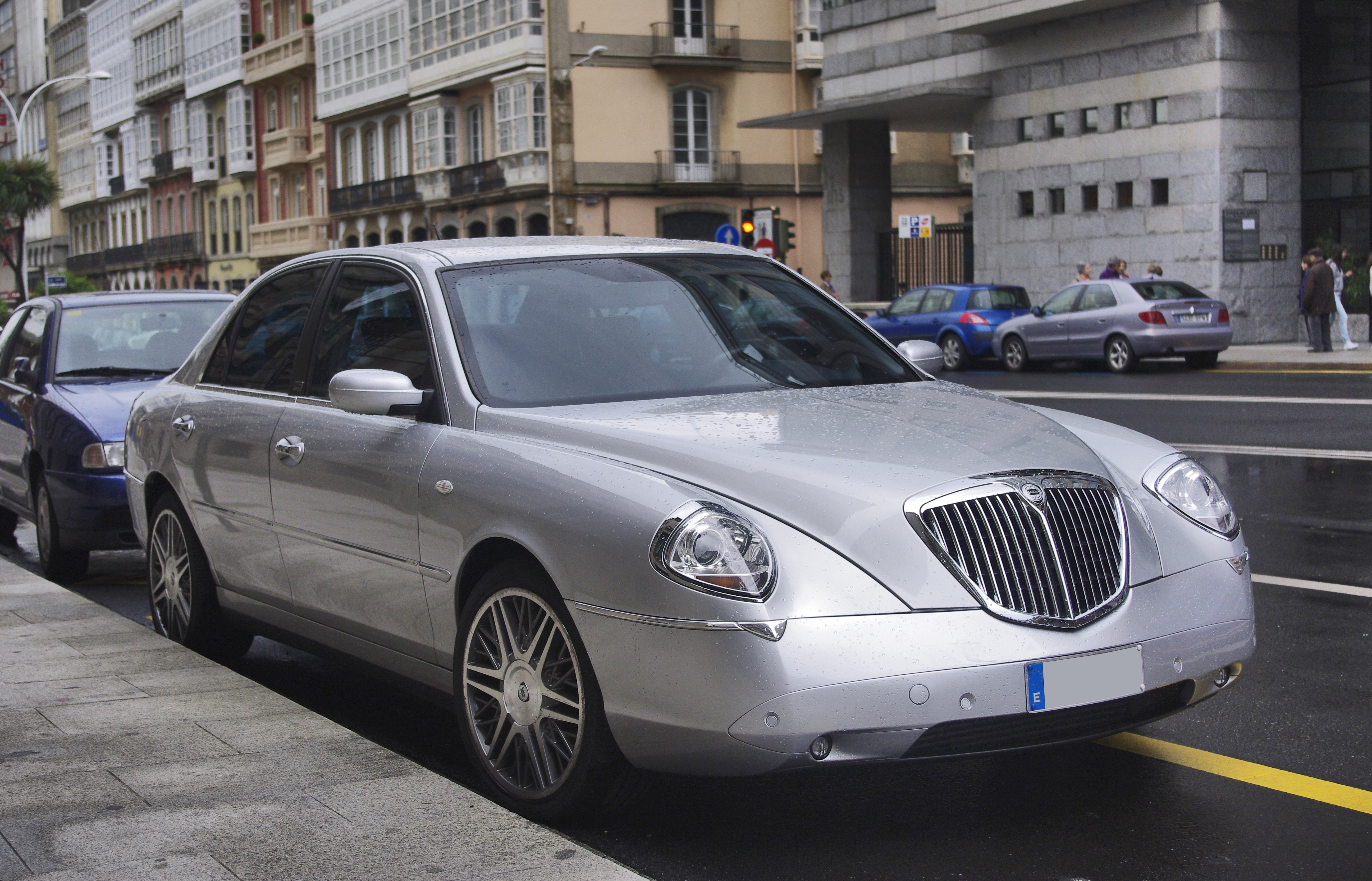
Lancia Thesis

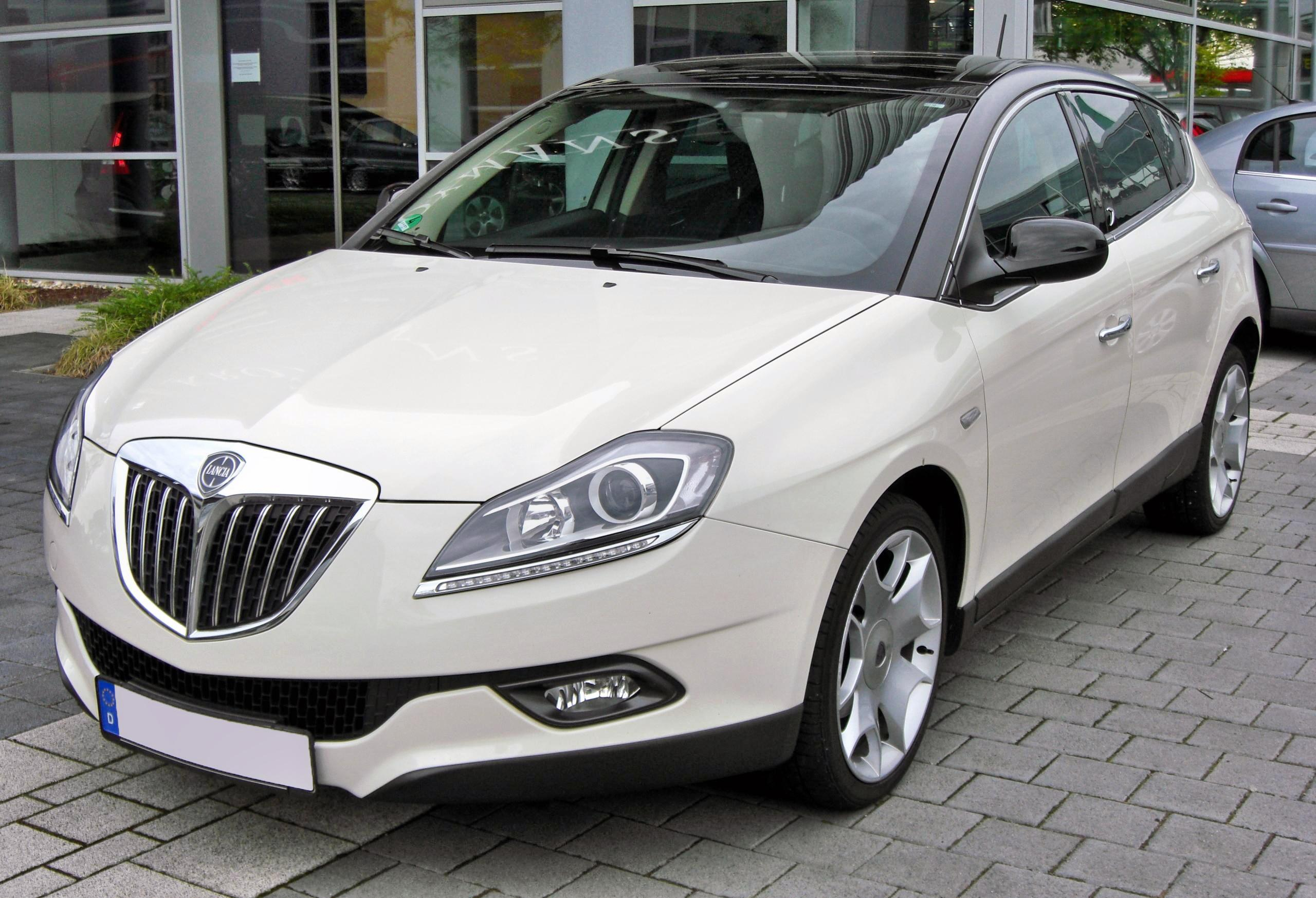
Lancia Delta (2008)

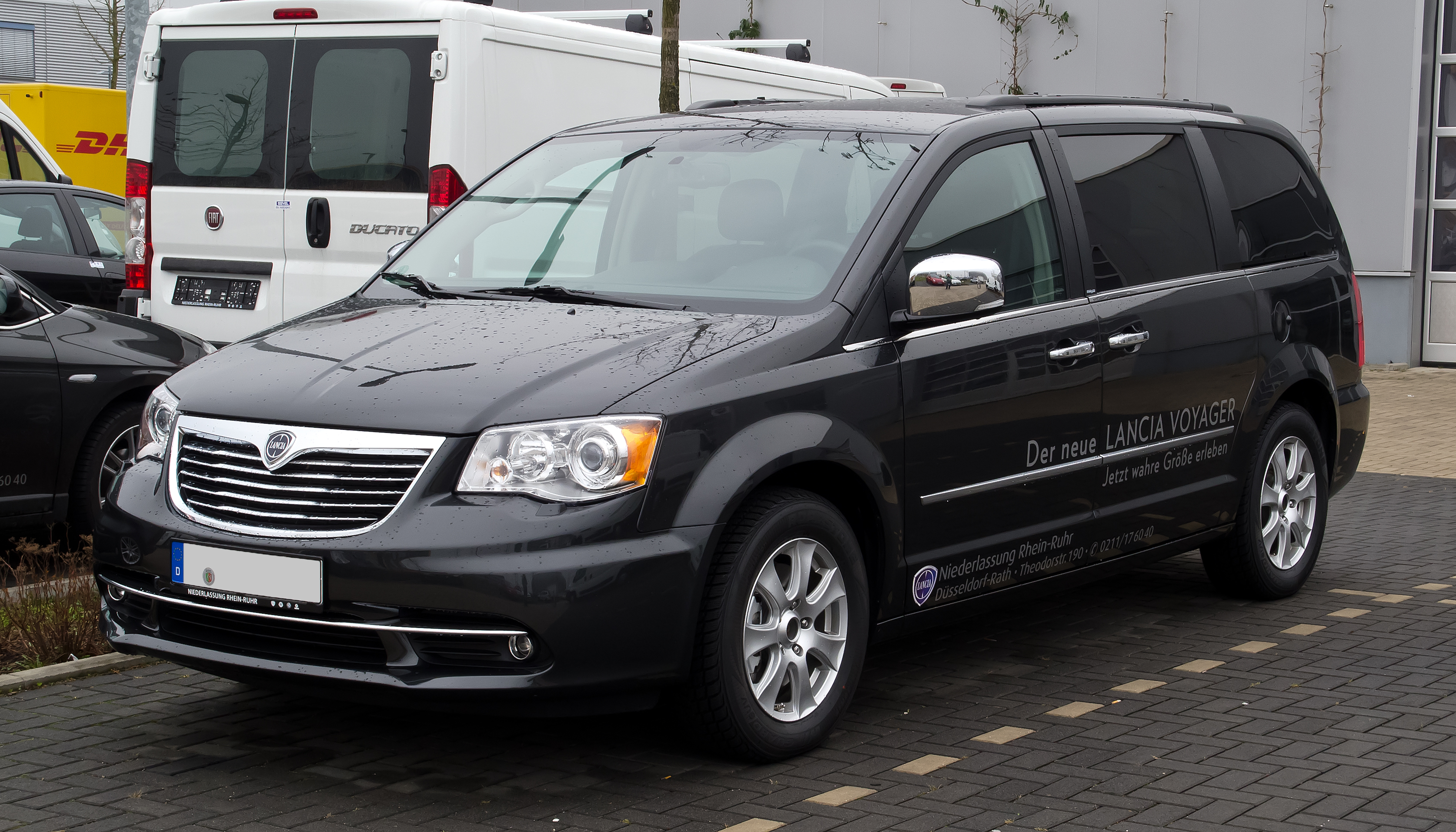
Lancia Voyager

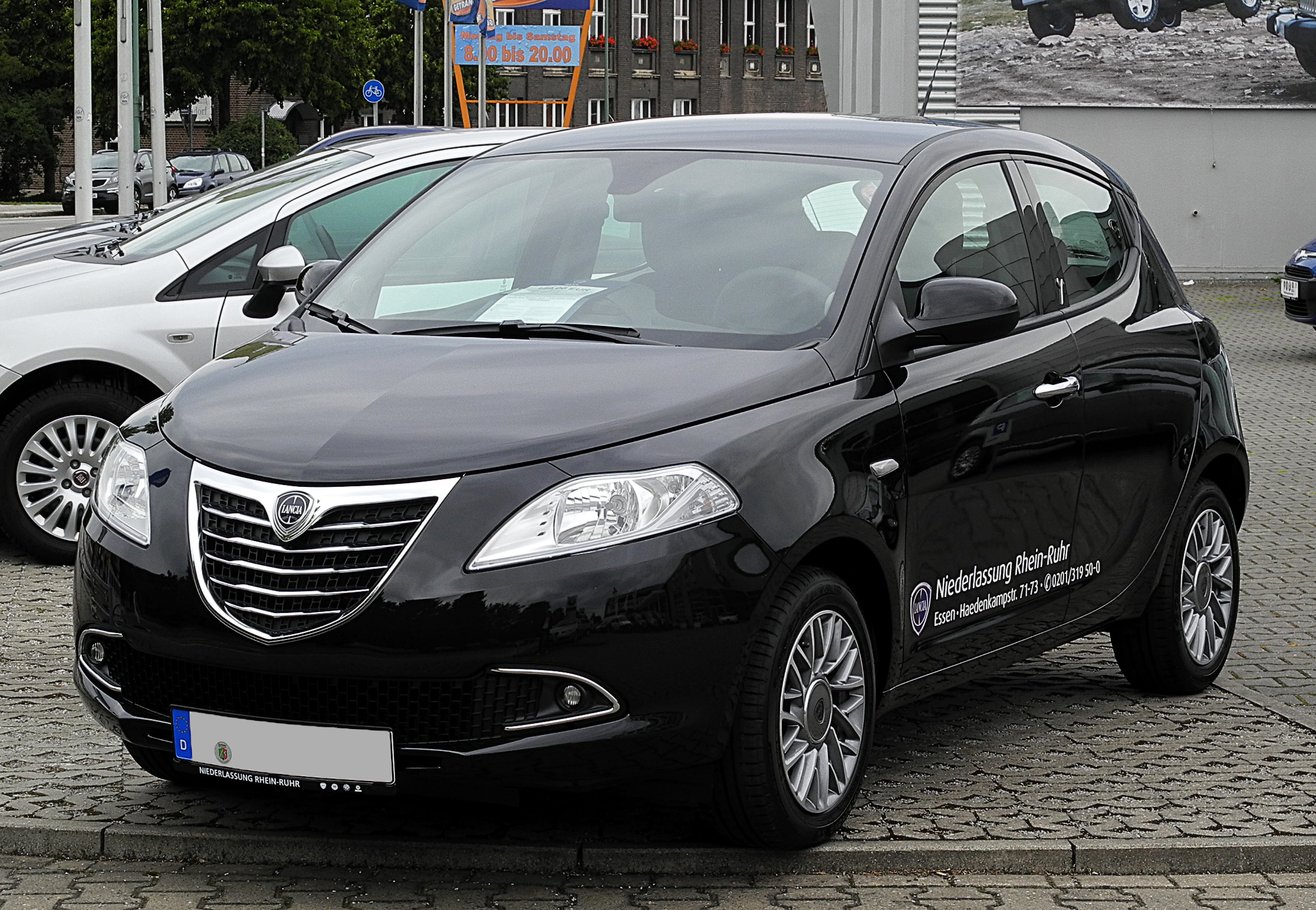
Lancia Ypsilon II – jedyny obecnie wytwarzany model marki

Pod koniec listopada 1906 roku w Turynie Vincenzo Lancia i jego przyjaciel Claudio Fogolin zakładają przedsiębiorstwo pod nazwą Lancia & Cie, które zajmować się ma produkcją samochodów osobowych. Pierwszym pojazdem marki był opracowany w 1907 roku, a wprowadzony do produkcji rok później model „tipo 51" lub „12 HP” zwany później Alpha. Lancia Theta produkowana od 1913 roku wyposażona została w pełną elektrykę, natomiast produkowany od 1922 roku model Lambda wyróżniał się samonośną konstrukcją nadwozia oraz niezależnym przednim zawieszeniem. W 1918 roku Lancia opatentował prototypy ośmiocylindrowego oraz dwunastocylindrowego silnika. W 1931 roku zaprezentowano model Astura z elastycznym zawieszeniem silnika, a dwa lata później model debiutuje model Augusta – pierwszy na świecie sedan wyposażony w hamulce hydrauliczne.
W 1937 roku na atak serca umiera właściciel marki Vincenzo Lancia. W tym samym roku do produkcji wprowadzony zostaje model Aprilia, który poddany został testom aerodynamicznym oraz posiadał niezależne zawieszenie wszystkich kół.
W latach 50. XX wieku syn Vincenzo Lancia – Giannini, odnosi sukcesy w sporcie motorowym. W 1951 roku cztery Lancie Aurelie B21 zajmują cztery pierwsze miejsca w wyścigu Giro di Sicilia, a lata 1953–1954 były okresem zwycięstw modeli D20 Sport, D23, D24 i D25 w wielu różnych rajdach. Pod koniec 1950 roku Lancia zaprezentowała model przeznaczony do serii wyścigów Formuły 1 – D50. Z powodu kłopotów finansowych firmy wycofano się z wyścigów po sezonie 1955 roku, a od 1956 roku samochody występowały pod marką Ferrari.
W 1969 roku przedsiębiorstwo przejęte zostaje przez włoski koncern motoryzacyjny Fiat. W 1972 roku do produkcji wprowadzony zostaje sportowy model Stratos, którego nadwozie zostaje w całości zbudowane z aluminium i włókna szklanego. Jednak pierwszym modelem opracowanym wspólnie z Fiatem jest model Beta. Pod koniec lat 70. do produkcji wprowadzony zostaje model Delta. W latach 80. Lancia oraz jej właściciel Fiat nawiązują współpracę ze szwedzkim przedsiębiorstwem Saab, w ramach której powstają bliźniacze modele Alfa Romeo 164, Fiat Croma, Lancia Thema oraz Saab 9000.
Oprócz samochodów osobowych przedsiębiorstwo produkowało również modele użytkowe. W stosunkowo niewielkich liczbach powstawały ciężarówki, autobusy, trolejbusy i pojazdy wojskowe. Powstał w tym celu osobny oddział „Lancia Veicoli Industriali”, który w 1975 roku wszedł w skład nowo tworzonej spółki Iveco. Wkrótce potem zaprzestano produkcji samochodów użytkowych pod marką „Lancia”.
W latach 60. modele tego przedsiębiorstwa produkowano w fabrykach w Chivasso, Turynie i Bolzano. Pod koniec lat 70. podporządkowano przedsiębiorstwu Lancia producenta małych samochodów Autobianchi. Od 1980 roku przedsiębiorstwo Lancia sprzedawało jedynie nowe modele Autobianchi w swojej zagranicznej sieci jako Lancia Y10. W 1996 roku zrezygnowano z marki Autobianchi także na rynku włoskim.
W latach 90. w ramach restrukturyzacji zamknięto zakład przedsiębiorstwa w Arese, a produkcję przeniesiono do fabryk Fiata. Przykładowo najmniejsze modele serii Lancia Y, a następnie Lancia Ypsilon powstawały w zakładzie Fiata w Melfi koło Neapolu, a obecnie są produkowane w zakładzie w Termini Imerese na Sycylii. Od 1994 roku duże vany przedsiębiorstwa powstają w zakładzie przedsiębiorstwa Sevel Nord w Hordain we Francji.
W 2008 roku do produkcji wprowadzony został model Delta, który zbudowany został na bazie modelu Bravo II. Z uwagi na zbyt słaby popyt w 2014 roku zakończono produkcję pojazdu oraz ogłoszono decyzję o wycofaniu się ze sprzedaży pojazdów marki na europejskich rynkach motoryzacyjnych, pozostawiając jednocześnie w ofercie jedynie model Lancia Ypsilon produkowany w polskiej fabryce Fiata w Tychach, a oferowany jedynie na rynku włoskim. Decyzję wprowadzono w życie w 2018 roku. W 2020 roku pojawiły się jednak pogłoski o powrocie Lancii na rynek w związku z wprowadzeniem miejskiego crossovera spod marki Lancia. Pojazd miałby zostać oparty na platformie CMP podobnie jak m.in. Peugeot 2008, Opel Mokka czy też DS3 Crossback. Pojazd miałby zostać produkowany w fabryce w Tychach.

## Modele pojazdów

### Obecnie produkowane
- Ypsilon
- Ypsilon EV

### Historyczne
- Flavia (1961–1970)
- Fulvia (1963–1976)
- Montecarlo (1975–1982)
- 037 (1982–1983)
- Beta (1972–1984)
- Trevi (1980–1984)
- Gama (1976–1984)
- Thema (1984–1994)
- Prisma (1983–1996)
- Y10 (1985–1996)
- Delta (1979–1999)
- Dedra (1989–1999)
- Kappa (1994–2001)
- Zeta (1994–2002)
- Lybra (1999–2005)
- Thesis (2001–2009)
- Phedra (2002–2010)
- Musa (2004–2012)
- Delta (2008–2014)
- Flavia (2012–2014)
- Thema (2011–2015)
- Voyager (2011–2016)

### Dawne
- 3Ro
- 6Ro
- Alpha
- Appia
- Aprilia
- Ardea
- Artena
- Astura
- Augusta
- Aurelia
- Belna
- Beta (1909)
- CL51
- D20 Sport
- D23
- D24
- D25
- D50
- Delta S4
- Dijota
- Dilambda
- E 290
- Epsilon
- Eptajota
- Esadelta B
- Esadelta C
- Esagamma
- Esajota
- EsaRo
- Esatau
- Esatau B
- Esatau V11
- Eta
- Flamina
- HF 2000 Coupé
- IZ
- Jolly
- Jota
- Lambda
- LC1
- LC2
- Lince
- Omicron
- Pentajota
- Ro
- Ro-Ro
- Scorpion
- Stratos
- Superjolly
- Tetrajota
- Theta
- Tipo 55 Corsa
- TL51
- Trijota

### Samochody koncepcyjne
- Flordia
- Gamma Olgiata
- Kayak
- Medusa
- Megagamma (1978)

## Sporty motorowe

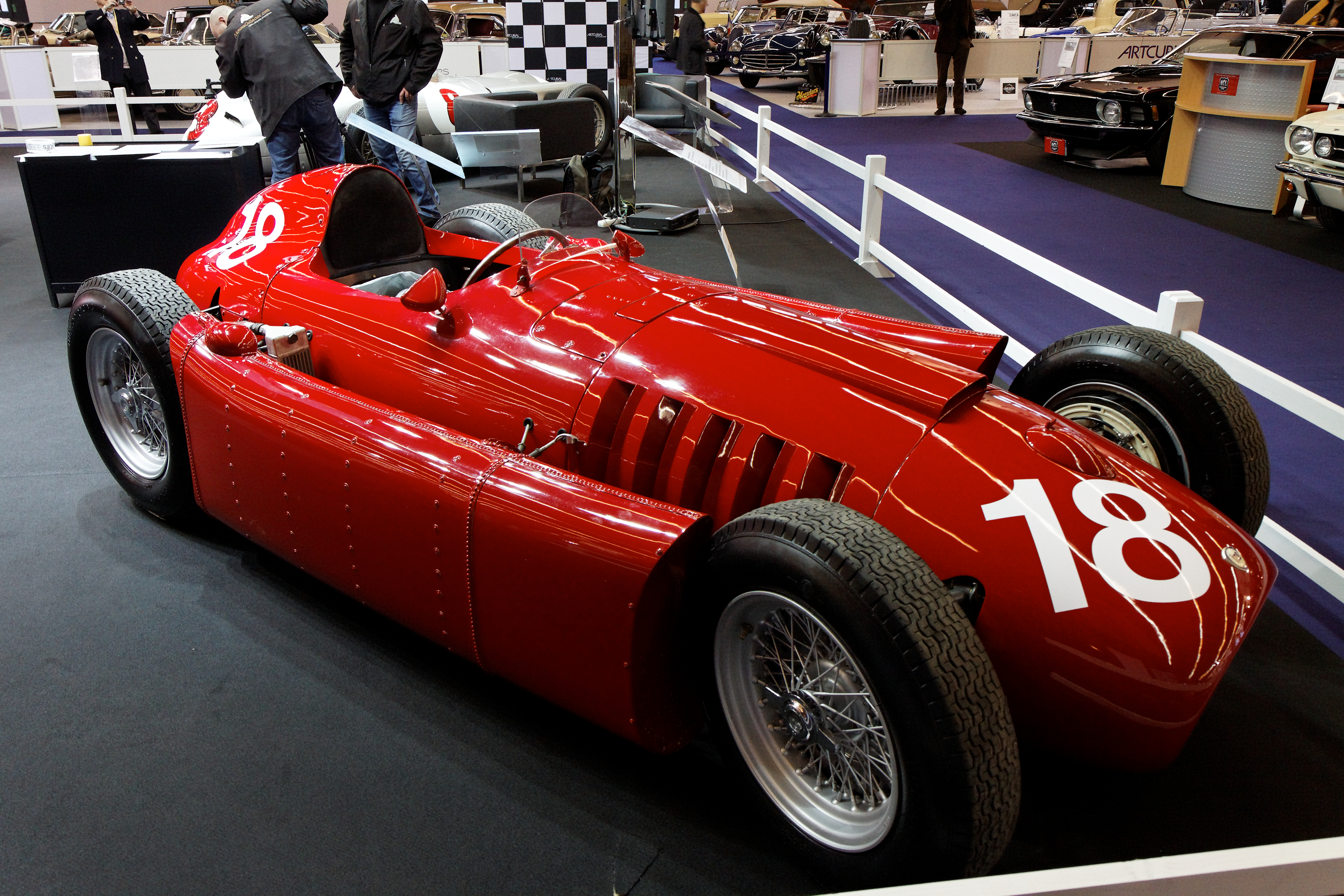
Lancia D50 (1955) na pokazie Retromobile 2011 w Paryżu

Na początku lat 50. XX wieku Lancia zwiększyła swoje zaangażowanie w sportach motorowych po przejęciu przedsiębiorstwa przez syna założyciela przedsiębiorstwa – Gianniego Lancię. Lancia znana ze swoich śmiałych i niekonwencjonalnych rozwiązań zaczęła odnosić sukcesy.
W 1954 roku Lancia zbudowała bolid F1 o nazwie D50. Debiut nastąpił w Hiszpanii podczas ostatniego wyścigu sezonu 1954. Alberto Ascari przejechał najszybsze okrążenie w kwalifikacjach i wywalczył pierwsze miejsce startowe. W 1955 roku na torze Monza podczas prywatnych testów Ascari zginął prowadząc Ferrari 750. Z powodu problemów finansowych i śmierci Ascariego Lancia wycofała się z mistrzostw. Ferrari zakupiło bolidy Lancii na sezon 1956, w których Juan Manuel Fangio zdobył tytuł mistrzowski. Mimo krótkiej historii w F1 Lancia odeszła mając na koncie dwa zwycięstwa i dziesięć podiów.
W 1974 roku Lancia wystawiła do rywalizacji w rajdach model Stratos HF i po raz pierwszy zdobyła mistrzostwo konstruktorów w rajdowych mistrzostwach świata. Utrzymała je przez kolejne dwa lata. W 1983 roku ponownie zdobyła mistrzowski tytuł, tym razem za sprawą modelu 037. W latach 1987–1992 Lancia całkowicie zdominowała rajdy zdobywając 6 tytułów mistrzowskich z rzędu różnymi wersjami modelu Delta. Po rozczarowującym sezonie 1993 ostatecznie wycofała się z rywalizacji w rajdach. Lancia do dziś jest najbardziej utytułowanym zespołem w historii WRC.